# Мануил Вриенний
Мануи́л Врие́нний (греч. Μανουήλ Βρυέννιος) — византийский учёный, работал в Константинополе около 1300. Преподавал астрономию, математику и теорию музыки.
Его единственная сохранившаяся работа «Гармоника» (греч. Ἁρμονικά) представляет собой трёхтомный труд о музыке, основанный на классических греческих произведениях Птолемея, Никомаха и неопифагорейских трактатах.
Среди учеников Вриенния Феодор Метохит, писатель и великий логофет во время правления императора Андроника II Палеолога. Под руководством Вриенния Метохит изучал астрономию.

## Издания трудов
- The Harmonics of Manuel Bryennius / ed. G. H. Jonker. Groningen: Wolters-Noordhoff Publishing, 1970. [466] p.